# Marta Dias
Marta Dias é uma cantora portuguesa, conhecida, entre outras, pelas parcerias musicais com António Chainho.

## Biografia
Nasceu em Lisboa, o seu pai é originário de São Tomé e Príncipe, o avô de Goa e  a mãe é portuguesa.
A família incentivou sempre o canto e a representação. Começou a cantar as músicas que ouvia. Cantou pela primeira vez em público com o Teatro de Animação de Setúbal.
Desiste do Mestrado em Literatura Comparada na Faculdade de Letras da Universidade de Lisboa, porque apercebeu-se que aquilo não tinha utilização prática nem artística. Ficando assim adiada a tese, subordinada ao tema "Pinturas que não existem". 

## Percurso musical
Esteve em Colónia onde teve aulas de canto com a brasileira Marta Laurito.
O seu irmão Lince (New Tribe) apresentou-a a General D com quem colaborou no tema "Amigo prekavido". 
Em 1995,com os Cool Hipnoise, participou nos coros do tema "Bairro de lata".
Também em 1995, Marta colabora nas cançoes do Ithaka, "Good Cookies" e "Escape From The City Of Angels" para o álbum "Flowers And The Color Of Paint". Mais tarde em 1998, a tema "Escape From The City Of Angels" (que contava com Marta Dias nos refrões infecciosos) apareceu na trilha sonora do filme Assassinos Substitutos (ou Replacement Killers) do diretor Antoine Fuqua, lançado pela Columbia Pictures. A música tocada durante uma cena de fuga crítica que envolveu os atores; A superestrela chinesa Chow Yun-Fat, a vencedora do Oscar Mira Sorvino e o vencedor do prêmio de Melhor Ator da Academia de Atores, Clifton Collins Jr. Outros artistas musicais da trilha sonora; O Crystal Method, Talvin Singh, Tricky, Death In Vegas, Hed PE e Brad.
António Chainho e Marta Dias encontraram-se pela primeira vez em Novembro de 1996, numa homenagem aos 30 anos de carreira do guitarrista. Marta Dia cantou "Barco Negro" e "Nem às Paredes Confesso".
Jonathan Miller convida-a para gravar um disco para a União Lisboa. Ithaka escreve a letra de "Look to the blue".
O seu disco de estreia, "Y U É", produzido por Jonathan Miller, foi editado no final de 1997. No mesmo ano é nomeada como melhor voz feminina nos Prémios Blitz.
Participa em temas de vários grupos: "Ursula of Ithaka" do Ithaka, "Amazing Grace" dos African Voices e "Nada Mudou" dos Santos e Pecadores.
Interpreta o tema "Fadinho Simples" do álbum "A Guitarra e Outras Mulheres" de António Chainho. Colabora também no disco "Invisivel" de Fernando Cunha.
Na Expo-98 actua no concerto de Kika Santos.
O álbum "Aqui", editado em 1999, inclui temas como "Fado Morno", o tradicional galego "En o Sagrado en Vigo", do cancioneiro de Martim Codax, "Toxicidade" dos GNR, "Sonho" dos Madredeus, "Eu Contigo" de Sérgio Godinho, "Ossobô" , do brasileiro Marcelo da Veiga,"Grão de Arroz», "Senhora" de João Roiz de Castel-Branco, "Sou Tua" ou "Agora Baixou o Sol", este retirado de recolhas de Michel Giacometti. Este disco é nomeado aos Prémios José Afonso.
Participa no disco de natal de Herman José. 
De 1999 até finais de 2001, fez a digressão nacional do seu segundo trabalho, que incluiu concertos em Espanha e um concerto com Ney Matogrosso, na celebração dos 500 anos da chegada dos portugueses ao Brasil. 
Colabora com a gaiteira Cristina Pato em "En o Sagrado en Vigo" do álbum "Xilento/Tolemia". 
Actua com António Chaínho em digressões nacionais e internacionais desde 1998, culminando,  em jeito de síntese destes anos de concertos e viagens, num álbum em parceria com o Mestre, em 2003. O disco "Ao Vivo no CCB", gravado ao vivo nos dias 28 e 29 de Janeiro de 2003, inclui sete temas originais, quatro dos quais inéditos. Colabora com o músico até 2005. Nesse ano participa com Ljs na faixa "Barca Bela" da compilação "Composto de Mudança".
O disco "Quantas Tribos" é editado em Fevereiro de 2016. No disco participam Carmen Souza em "Os Rios da Tribo" e Kalaf em "Humanidade". O santomense Oswaldo Santos toca guitarra clássica e assina a composição dos temas do disco. Trata-se de uma homenagem aos poetas de São Tomé e Príncipe como Maria Manuela Margarido, Alda Espírito Santo, Francisco José Tenreiro, Fernando de Macedo e Conceição Lima.
Em 2018, Marta Dias e o pianista Carlos Barreto Xavier colaboram no álbum, "Bandida".

## Discografia selecionada
Entre a sua discografia encontram-se: 
- Y U É (CD, União Lisboa, 1997)
- Aqui (CD, Farol Música, 1999)
- Ao Vivo no CCB (Cd, Movieplay, 2003) - com António Chainho
- Quantas Tribos (CD, BigBit, 2016)
- Bandida (CD, 2018) - com Carlos Barreto Xavier

## Colaborações
- Amigo Prekavido - General D [1995]
- Bairro de Lata - Cool Hipnoise
- Escape From The City Of Angels - Ithaka - álbum: Flowers And The Color of Paint [1995][8][9]
- Good Cookies - Ithaka - álbum: Flowers And The Color of Paint [1995][8]
- Umbilibus - Ithaka - álbum: Flowers And The Color of Paint [1995][8]
- Ursula of Ithaka - Ithaka - álbum: Stellafly [1997][10]
- Amazing Grace - African Voices [1997]
- Nada Mudou - Santos e Pecadores [1997]
- Fadinho Simples - António Chainho [1998]
- Silent Night - Herman José [1999]
- En o Sagrado En Vigo - Cristina Pato
- Alentejo Que É Tão Meu - António Chainho [2001]
- Barca Bela - Ljs [Composto de Mudança]